# Automatische Bremse
Bei der automatischen Bremse (engl. „autobrake“) handelt es sich um ein System, das vorwiegend in Verkehrsflugzeugen vorkommt. Es unterstützt die Piloten beim Abbremsen des Flugzeugs bei der Landung, indem es nach dem Aufsetzen automatisch die Radbremsen aktiviert. Die Aktivierung erfolgt in der Regel erst nach Aufsetzen des Bugfahrwerks. Dadurch wird der Pilot, welcher sonst die Radbremsen mit den Pedalen betätigen müsste, entlastet und kann sich um andere Aufgaben kümmern. Die automatische Bremse ist zwar in fast allen Verkehrsflugzeugen vorhanden, eine Pflicht zur Benutzung besteht in der Regel jedoch nicht.
Generell wird die automatische Bremse vom Piloten vor der Landung eingeschaltet. In modernen Verkehrsflugzeugen steht im Allgemeinen eine dreistufige „Autobrake“ zur Verfügung, die nach dem Aufsetzen auf der Landebahn je nach Bedarf eine geringe, mittlere oder starke Bremswirkung herbeiführt. Zusätzlich zu diesen Einstellungen 1, 2 und 3 gibt es zum Beispiel bei Boeing noch die Einstellung MAX, die die maximale Bremswirkung aufbringt, jedoch in der Regel nur in Notfällen genutzt wird.
Zudem steht in einer Vielzahl von Verkehrsflugzeugen eine Bremsautomatik zur Verfügung, die im Falle eines Startabbruchs automatisch für eine sofortige maximale Bremswirkung sorgt („RTO-Funktion“, „rejected takeoff“). Das Zurückziehen des Schubhebels in den Leerlauf genügt in diesem Falle, um die automatische Bremse und somit die volle automatische Bremswirkung zu aktivieren. So kann sich die Cockpitbesatzung auf die anderen zu ergreifenden Maßnahmen konzentrieren.

## Geschichte
Das Dunlop Maxaret begann als Antiblockiersystem, spätere Versionen erlaubten automatisches Bremsen.